# میخیلو تیشکو
میخیلو تیشکو (انگلیسی: Mykhailo Tyshko؛ زادهٔ ۱۵ ژانویهٔ ۱۹۵۹) ورزشکار شمشیربازی اهل اتحاد جماهیر شوروی سوسیالیستی است.
وی در مسابقات کشوری و بین‌المللی در مجموع برندهٔ ۱ مدال برنز شده‌است.